# Mistrovství Československa jednotlivců na klasické ploché dráze 1963
Mistrovství Československa jednotlivců na klasické ploché dráze 1963 se skládalo ze 3 závodů, kterým předcházely 2 kvalifikace.

## Závody
Z1 = Březolupy - 9. 6. 1963
Z2 = Dolní Čermná - 30. 6. 1963
Z3 = Žarnovica - 4. 8. 1963

## Celkové výsledky
| Pořadí | Jméno             | Klub              | Body     | Body celkem |
| ------ | ----------------- | ----------------- | -------- | ----------- |
| 1.     | Luboš Tomíček     | Rudá hvězda Praha | 80,9,60  | 140         |
| 2.     | Karel Průša       | Ústí nad Labem    | 20,60,80 | 140         |
| 3.     | Rudolf Havelka    | Pardubice         | 40,80,40 | 120         |
| 4.     | Antonín Kasper    | Rudá hvězda Praha | 60,10,-  | 70          |
| 5.     | Miroslav Šmíd     | Plzeň             | 30,30,-  | 60          |
| 6.     | Antonín Šváb      | Divišov           | 6,40,20  | 60          |
| 7.     | Pavel Mareš       | Ústí nad Labem    | 5,20,30  | 50          |
| 8.     | Stanislav Kubíček | České Budějovice  | 10,7,6   | 17          |
| 9.     | Bohumír Bartoněk  | Rudá hvězda Praha | 9,8,7    | 17          |
| 10.    | Hanibal Patterman | Ostrava           | 7,-,8    | 15          |
| 11.    | Miloslav Špinka   | Pardubice         | 2,5,9    | 14          |
| 12.    | Richard Janíček   | Rudá hvězda Praha | 3,6,4    | 10          |
| 13.    | Miloslav Wagner   | Praha             | -,-,10   | 10          |
| 14.    | Miloslav Verner   | Praha             | 4,4,2    | 8           |
| 15.    | František Richter | Plzeň             | 8,-,-    | 8           |
| 16.    | Karel Polák       | Plzeň             | 1,-,5    | 6           |
| 17.    | Jaroslav Machač   | Rudá hvězda Praha | 0,2-3,3  | 5-6         |
| 18.    | Jaroslav Průcha   | České Budějovice  | -,2-3,0  | 2-3         |
| 19.    | Miroslav Rybanský | Bratislava        | -,-,1    | 1           |
| 19.    | Stanislav Svoboda | Ústí nad Labem    | -,1,-    | 1           |
| 21.    | Pavel Krč         | Banská Bystrica   | -,-,0    | 0           |
| 22.    | Zdeněk Kovář      | Praha             |          |             |
| 22.    | Jan Holub         | České Budějovice  |          |             |
| 22.    | Bedřich Slaný     | Rudá hvězda Praha |          |             |
| 22.    | František Ledecký | Praha             |          |             |

### Kvalifikace - 1. závod Mšeno 1. května 1963, 2. závod Divišov 26. května 1963
| Pořadí | Jméno             | Klub              | Body  | Body celkem |
| ------ | ----------------- | ----------------- | ----- | ----------- |
| 1.     | Luboš Tomíček     | Rudá hvězda Praha | 80,40 | 120         |
| 2.     | František Richter | Plzeň             | 20,80 | 100         |
| 3.     | Karel Průša       | Ústí nad Labem    | 10,60 | 70          |
| 4.     | Miroslav Šmíd     | Plzeň             | 60,10 | 70          |
| 5.     | Stanislav Kubíček | České Budějovice  | 40,30 | 70          |
| 6.     | Antonín Šváb      | Divišov           | 30,8  | 38          |
| 7.     | Zdeněk Kovář      | Praha             | 9,20  | 29          |
| 8.     | Karel Polák       | Plzeň             | 8,9   | 17          |
| 9.     | Richard Janíček   | Rudá hvězda Praha | 7,5   | 14          |
| 10.    | Jaroslav Průcha   | České Budějovice  | 5,6   | 11          |
| 11.    | Stanislav Svoboda | Ústí nad Labem    | 4,7   | 11          |
| 12.    | Jan Holub         | České Budějovice  | 6,3   | 9           |
| 13.    | František Eib     | Plzeň             | 2,4   | 6           |
| 14.    | Jaroslav Volf II  |                   | 3,2   | 5           |
| 15.    | Hugo Rosák        | Praha             | 1,1   | 2           |
| 16.    | František Moulis  | Praha             | -,0   | 0           |
| 17.    | Karel Kovařík     | Rudá hvězda Praha | 0,-   | 0           |

### Kvalifikace - 1. závodKrnov1. května 1963, 2. závodChrudim26. května 1963
| Pořadí | Jméno                | Klub              | Body  | Body celkem |
| ------ | -------------------- | ----------------- | ----- | ----------- |
| 1.     | Antonín Kasper       | Rudá hvězda Praha | 80,80 | 160         |
| 2.     | Rudolf Havelka       | Pardubice         | 60,60 | 120         |
| 3.     | Bohumír Bartoněk     | Rudá hvězda Praha | 20,40 | 60          |
| 4.     | Pavel Mareš          | Ústí nad Labem    | 30,30 | 60          |
| 5.     | Miloslav Špinka      | Pardubice         | 40,9  | 49          |
| 6.     | Jaroslav Machač      | Rudá hvězda Praha | 7,20  | 27          |
| 7.     | Miloslav Verner      | Praha             | 3,10  | 13          |
| 8.     | Hanibal Patterman    | Ostrava           | 6,5   | 11          |
| 9.     | Bedřich Slaný        | Rudá hvězda Praha | 10,-  | 10          |
| 10.    | František Ledecký    | Praha             | 9,-   | 9           |
| 11.    | Miloslav Wagner      | Praha             | 8,-   | 8           |
| 12.    | Jaroslav Vidrma      |                   | -,8   | 8           |
| 13.    | Dobroslav Přichystal | Ostrava           | 5,-   | 5           |
| 14.    | Antonín Novák        | Praha             | 4,4   | 8           |
| 15.    | Antonín Vilde        | Praha             | 2,6   | 8           |
| 16.    | Rudolf Kvarda        | Brno              | 4,-   | 18          |
| 17.    | Vasilis Celidis      | Ostrava           | 1,3   | 4           |
| 18.    | Jan Knedlík          |                   | -,0   | 0           |
| 19.    | Lubor Řípa           | Praha             | -,7   | 7           |
| 20.    | Josef Šafář          | Pardubice         | -,2   | 2           |
| 21.    | Karel Fojtík         | Ostrava           | -,1   | 1           |
| 22.    | Josef Laštovka       |                   | -,0   | 0           |
| 23.    | Zdeněk Dominik       |                   |       |             |

Body
1. místo – 80 bodů
2. místo – 60 bodů
3. místo – 40 bodů
4. místo – 30 bodů
5. místo – 20 bodů
6. místo – 10 bodů
7. místo – 9 bodů
8. místo – 8 bodů
9. místo – 7 bodů
10. místo – 6 bodů
11. místo – 5 bodů
12. místo – 4 body
13. místo – 3 body
14. místo – 2 body
15. místo – 1 bod
Započítávaly se 2 nejlepší výsledky ze 3.